# Sophie Huber
Sophie Huber (ur. 26 listopada 1985 w Forbach) – była francuska pływaczka, specjalizująca się głównie w stylu dowolnym.
Brązowa medalistka mistrzostw świata z Melbourne w sztafecie 4 x 200 m stylem dowolnym. Brązowa medalistka mistrzostw Europy z Budapesztu w tej samej sztafecie. Brązowa medalistka Uniwersjady z Izmiru. 2-krotna medalistka Igrzysk śródziemnomorskich.
Uczestniczka Igrzysk Olimpijskich z Pekinu (19. miejsce na 800 m stylem dowolnym).